# Hradlo NOR
Hradlo NOR je integrovaný obvod s technologii TTL v řadě 7400.

## Logika hradla
Y = (A+B)\

## Vstupy/Výstupy

### Vstupy
Vstupy: A1, A2, A3, A4, B1, B2, B3, B4

### Výstupy
Výstupy: Y1, Y2, Y3, Y4

## Řada 7400
- 7402: 4× dvouvstupové hradlo NOR
- 7423: 2× čtyřvstupové hradlo NOR s výběrem, rozšířitelné d
- 7425: 2× čtyřvstupové hradlo NOR s výběrem d
- 7427: 3× třívstupové hradlo NOR d
- 7428: 4× dvouvstupový hradlo NOR, budič d
- 7433: 4× dvouvstupové hradlo NOR, budič s výstupem s otevřeným kolektorem d
- 7436: 4× dvouvstupové hradlo NOR (jiné zapojení vývodů než 7402)
- 74128: 4× dvouvstupové hradlo NOR, budič d
- 74232: 4× hradlo NOR se Schmittovým klopným obvodem
- 74260: 2× pětivstupové hradlo NOR d